# Порошино (Алтайский край)
Поро́шино — село в Кытмановском районе Алтайского края, административный центр Порошинского сельского поселения.

## География
В районе села водятся косули, на которых периодически устраивается незаконная охота.
Населённые пункты поблизости: Новокытманово, Черкасово, Октябрьский, Новая Тараба, Червово, Сосновый Лог, Петрушиха, Калиновский, Дмитро-Титово, Кытманово, Старая Тараба, Заречное, Филатово.

## История
Основано в 1776 году. В 1928 году состояло из 191 хозяйства, основное население — русские. В административном отношении являлось центром Порошинского сельсовета Верх-Чумышского района Барнаульского округа Сибирского края.

## Население
| 1926 | 1997 | 1998 | 1999 | 2000 | 2001 | 2002 | 2003 | 2004 | 2005 |
| ---- | ---- | ---- | ---- | ---- | ---- | ---- | ---- | ---- | ---- |
| 891  | ↘869 | ↘853 | ↗860 | ↘833 | ↗847 | ↘807 | ↘736 | ↘724 | ↗727 |
| 2006 | 2007 | 2008 | 2009 | 2010 | 2011 | 2012 | 2013 | 2014 | 2015 |
| ↗733 | ↘715 | ↘671 | ↘663 | ↘562 | ↘560 | ↘524 | ↘499 | ↘498 | ↘470 |
| 2016 | 2017 | 2018 | 2019 | 2020 | 2021 |      |      |      |      |
| ↘454 | ↘449 | ↗451 | ↘439 | ↘420 | ↘401 |      |      |      |      |

Национальный состав
Согласно результатам переписи 2002 года, в национальной структуре населения русские составляли 94 %.

## Инфраструктура
В селе функционирует ООО «Порошино», МОУ Порошинская Школа.

## Известные уроженцы
В селе родился Лазарев, Василий Григорьевич — советский космонавт, Герой Советского Союза.